# Ack visste du, som nu dig måste böja
Ack visste du, som nu dig måste böja är en psalm av Hans Adolph Brorson tryckt första gången 1735 i "Nogle Psalmer om Troens Grund". Titeln i original Ak, vidste du, som gaar i Syndens Lænke i Psalmebog for Kirke og Hjem nr 491, där den anvisas sjungas till en "Egen melodi". Innan dess varit publicerad i Pontoppidans Psalmebog 1740, Guldbergs Psalmebog 1778, i Mynsters Tillæg 1845 till Evangelisk-christelig psalmebog  1798 samt Roskilde Konvents Psalmebog 1855. Översattes till svenska fritt av Johan Mikael Lindblad i Andeliga sånger 1848. Melodin i Sionstoner är komponerad av Carl Christian Nicolai Balle 1850. Sången publicerades också i Ahnfeldts samlingar

## Publicerad i
- Sionstoner 1889 som nr 656
- Herde-Rösten 1892 som nr 259 under rubriken "Väckelse".
- Hemlandssånger 1891 som nr 216 under rubriken "Tron".